# Крупінська полонина
Крупінська полонина (Krupinská planina) — гірський масив в Словаччині; геоморфологічна підодиниця масиву Словацькі Середні гори. Найвища точка — Длги-дєл (818 м.). Місце розташування — Банськобистрицький край і Жилінський край.
Складові частини — 
- Бзовицькі пагорби
- Дачоломська полонина
- Завозька верховина
- Модрокаменські схили.